# Cisco HDLC
Cisco HDLC ( cHDLC ) 是高级数据链路控制(HDLC) 的扩展并通过多协议支持扩展HDLC。由思科系统创建。 HDLC是一种面向比特的同步数据链路层协议，最初由国际标准化组织(ISO)开发。通常被描述为专有扩展，cHDLC的详细信息已被广泛分发，并已被许多网络设备供应商实施。

## 框架
Cisco HDLC框架使用标准 ISO HDLC的替代框架结构。为了支持多种协议封装，cHDLC框架包含一个用于标识网络协议的字段。

## 结构

### cHDLC框架结构
下表描述了cHDLC框架线路的结构。 
| 地址 | 控制 | 协议代码 | 信息                              | 校验序列 (FCS) | 旗帜 |
| ---- | ---- | -------- | --------------------------------- | -------------- | ---- |
| 8 位 | 8 位 | 16 位    | 长度可变，但必须是8的倍数并大于0. | 16 位          | 8 位 |

- 地址字段被用于指定cHDLC框架中包含的数据包类型；0x0F用于单播，0x8F用于广播数据包。
- 控制字段始终设置为零 (0x00)。
- 协议代码字段被用于指定封装在cHDLC框架中的协议类型（例如，0x0800表示网际协议）。

### SLARP地址请求-响应框架结构
串行线路地址解析协议 (SLARP) 框架由特定的 cHDLC 协议代码字段值 0x8035 指定。
定义了三种类型的 SLARP 框架：地址请求 (0x00)、地址回复 (0x01) 和保持活动框架 (0x02)。
下表显示了 SLARP cHDLC 地址请求-响应的结构。
| 地址 | 控制 | 协议代码       | SLARP 操作码 | 地址  | 面具  | 预订的 | 帧校验序列 (FCS) | 旗帜 |
| ---- | ---- | -------------- | ------------ | ----- | ----- | ------ | ---------------- | ---- |
| 8 位 | 8 位 | 16 位 (0x8035) | 32 位        | 32 位 | 32 位 | 16 位  | 16 位            | 8 位 |

- 地址请求的操作码为 0x00，地址响应的操作码为 0x01。
- 地址和掩码字段用于包含四个八位字节的 IP 地址和掩码。这些是地址请求的 0。
- 两字节保留字段当前未使用且未定义。

### SLARP Keep-Alive框架结构
下表说明了SLARP cHDLC保持活动的结构。
| 地址 | 控制 | 协议代码       | SLARP 操作码 | 序列号（发件人） | 序列号（最后收到） | 可靠性 | 帧校验序列 (FCS) | 旗帜 |
| ---- | ---- | -------------- | ------------ | ---------------- | ------------------ | ------ | ---------------- | ---- |
| 8 位 | 8 位 | 16 位 (0x8035) | 32 位        | 32 位            | 32 位              | 16 位  | 16 位            | 8 位 |

- 保持活动的操作码是 0x02。
- 发送者序列号随着该发送者发送的每个保持活动而增加。
- 收到的序列号是这个发送者收到的最后一个序列号。
- 需要将两字节可靠性字段设置为 0xFFFF。

## 延伸阅读
- 点对点协议，由RFC 1661和RFC 1662定义的互联网标准，解决了 Cisco HDLC 解决的问题以及许多其他问题。